# Тревор, Уильям
Уильям Тревор (англ. William Trevor; 24 мая 1928, Митчелстаун — 20 ноября 2016, Кредитон) — 
ирландский писатель, драматург и новеллист, которого называли мастером коротких историй и сравнивали с Антоном Чеховым.

## Биография
Уильям Тревор родился в Митчелстаун в графстве Корк (Ирландия), в англо-ирландской протестантской семье принадлежащей к среднему классу. В детстве он несколько раз переезжал в другие города, в том числе Скибберин, Типперэри, Йол и Эннискорти из-за работы его отца банковским служащим.
Он получил образование в колледже Св. Колумбы в Дублине и в Тринити-колледже, где получил степень по истории. После окончания Тринити-колледжа Тревор работал скульптором под именем Тревор Кокс, пополняя свой доход преподаванием. Женился в 1952 году на Джейн Райан и эмигрировал в Великобританию через два года, где работал копирайтером в рекламном агентстве. Именно в это время у него и его жены родился первый сын.
Его первый роман «Стандарт поведения» был опубликован в 1958 году, но не получил большого успеха. Позже он отказался от этой работы и даже отказывался её переиздавать впоследствии.
В 1965 году в возрасте 36 лет Тревор был удостоен Готорнденской премии (британская литературная премия в области литературы) за роман «The Old Boys». Этот успех побудил Тревора полностью посвятить себя писательской деятельности.
Затем он и его семья переехали в Кредитон, в графстве Девон на юго-западе Англии, где он прожил до своей смерти 20 ноября 2016 года. Несмотря на то, что большую часть своей жизни Тревор провел в Англии, он считал себя «ирландцем во всех смыслах».

## Награды и премии
Тревор трижды выигрывал Уитбредовскую премию и пять раз был номинирован на Букеровскую премию, попав в шорт-лист в 1970, 1976, 1991 и 2002 годах. В 1965 году был удостоен Готорнденской премии по литературе. Его роман «Любовь и лето» (2009) вошёл в шорт-лист Дублинской литературной премии в 2011 году. Его имя также упоминалось в связи с Нобелевской премией по литературе. В 2008 году он выиграл Международную премию Нонино в Италии. С 2002 года, когда неамериканские авторы получили право участвовать в конкурсе на премию О. Генри, Тревор получал эту награду четыре раза за свои рассказы «Священные статуи» (2002), «Дитя портнихи» (2006), «Комната» (2007), «Безумие для двоих» (2008).
В 1977 году за «заслуги перед литературой» он был удостоен Ордена Британской империи в степени Командор, а в 1994 году стал членом Королевского литературного общества. В 2002 году стал Рыцарь-Командором Ордена Британской империи в знак признания его заслуг перед литературой.
Тревор был членом Ирландской академии литературы и Ирландского союза деятелей культуры и искусства, а в 2014 году был удостоен пожизненного почётного звания Си - высшей награды государственного Совета по делам искусств Ирландии.